# Minneskomplexitet
Minneskomplexiteten är, inom datavetenskapen, mängden minnesutrymme som krävs för att lösa en instans av beräkningsproblemet för en given algoritm eller program. Det baseras på indatastorlek, varför det går att beskriva som en funktion beroende på indatastorlek. Med andra ord är det mängden minnet som krävs för att exekvera ett program och skriva utdata.